# جون سميث (سياسي كندي)
جون سميث هو سياسي كندي، ولد في 28 يناير 1817، وتوفي في 18 أكتوبر 1889 بسبب حمى التيفوئيد.